# صالون بيت هاوس
صالون بيت هاوس كان مقهى ومطعمًا في بورتلاند، أوريغون في الولايات المتحدة الامريكية.  تأسست الشركة في عام 2015، وتعمل في مباني ناثانيال ويست في حي بوكمان بالمدينة. أدار "فريق ريف راف" ذو الطاقة العالية البار من عام 2016 إلى عام 2021، واستضاف النوافذ المنبثقة ودعوة طهاة آخرين للتعاون معهم.
حصل بيت هاوس على تقييم إيجابي وتم إدراجه في عدة قوائم لأفضل الحانات في بورتلاند. حصل العمل على لقب "أفضل حانة في بورتلاند لعام 2015" من قبل صحيفة أوريغونيان ، وتم اختياره ضمن "أفضل الحانات الجديدة لعام 2016" في مجلة بلاي بوي 's . تم تغيير علامتها التجارية إلى صالون بيت هاوس Bit House Saloon لتصبح بيت هاوس جماعيBit House Collective في عام 2021، حيث تظل مفتوحة وتقدم الوجبات والمشروبات خلال جائحة كوفيد-19 .